# 艾弗車站
艾佛火車站（英語：Iver Railway Station）位於英格蘭白金漢郡艾佛內的里欽斯公園村。這是大西部主線上第一個位於大倫敦之外的車站，距離倫敦柏靈頓火車站14英里60鏈（23.7公里），位於東邊的西德雷頓站和西邊的蘭利站之間。該車站的服務由伊利沙伯綫運營。
為了準備引入伊利沙伯綫服務，該車站的運營於2017年底移交給代表倫敦交通局的香港港鐵公司英國公司。

## 歷史
該車站位於大西部鐵路的原線上，該鐵路於1838年6月4日開通，但艾佛直到1924年才設有車站；艾佛車站於該年12月1日開放。這段鐵路也是蒸汽機車北極星號首次試驗的地點，附近的索尼（Thorney）有一家公共酒吧以此紀念。牛津大學布雷斯諾斯學院院長及牛津大學副校長威廉·斯塔利布拉斯於1948年在車站附近從行駛中的列車上跌落而死，當時他是失明。
為了準備橫貫鐵路服務，經過艾佛的鐵路於2017年電氣化，該服務於2019年12月開始運營。作為為伊利沙伯綫準備車站的持續工作的一部分，艾佛車站獲得了新的車站大樓，內有售票處、驗票閘門、無障礙通道和無障礙廁所。

## 列車服務
非高峰時段，艾佛車站的所有服務均由伊利沙伯綫使用345型電動列車運營。
非高峰時段的典型服務班次為每小時列車數（tph）：
- 每小時2班次前往修道院森林火車站
- 每小時2班次前往梅登黑德火車站
在高峰時段，包括前往雷丁火車站的額外服務將停靠此站，使得每個方向的服務班次增加到每小時最多4班次。
此外，車站還提供少量由大西部鐵路公司運營的早晨和晚間倫敦柏靈頓火車站與雷丁火車站之間的服務。